# محله هوایی کارس/ریداو
محله هوایی کارس/ریداو (به انگلیسی: Kars/Rideau Valley Air Park) یک فرودگاه خصوصی است که یک باند فرود چمن دارد و طول باند آن ۵۴۹ متر است. این فرودگاه در شهر کارس کشور کانادا قرار دارد و در ارتفاع ۸۷ متری از سطح دریا واقع شده است.